# Földforgalmi törvény
A földforgalmi törvény, vagy másként a földtörvény Magyarország vitathatatlanul nemzeti tulajdonát képező föld forgalmazásának, hasznosításának feltételeit szabályozza a 2013. évi CXXII. törvényben "A mező- és erdőgazdasági földek forgalmáról" címmel, s csak a mezőgazdasági és erdőgazdasági földekről szól, nem más földterületekről (mint pl. a bányászati területek).

## A törvény megalapozása és célja
A törvényt Magyarország alaptörvénye Alapvetés fejezetének P. cikkének kettes bekezdése alapozza meg.
A törvény elsődleges célja a bevezetésben megfogalmazottak szerint a falvak fenntarthatóságának biztosítása, a közepes méretű farmergazdaságok elterjedésének segítése, a mező- és erdőgazdálkodás versenyképességének növelése, a tulajdonszerkezet kívánatos javítása.

## A törvény szerkezete, rövid tartalma
A törvény a záró rendelkezésekkel együtt összesen hét fejezetből, 75 paragrafusból áll.
Az első fejezet meghatározza a törvény tárgyát, valamint a törvényben használt fogalmakat. A törvény hatálya kiterjed az ország területén fekvő valamennyi földre azzal az első paragrafusban megfogalmazott feltétellel, hogy azok a mező- és erdőgazdasági hasznosítású föld fogalomkörét fedik le, azaz itt nincs szó bányatelekről, amely az 1993. évi XLVIII. törvény a bányászatról alá tartozik. Az értelmező rendelkezések abc sorrendben tartalmazzák a fogalmakat az állattartó teleptől az ültetvényig huszonhét pontba foglalva (néhány példa a felsorolásból:birtok, földműves, fiatal földműves, helyben lakó, helyben lakó szomszéd, stb.)
A második fejezet tárgyalja a föld tulajdonjogának megszerzését a kivételek felsorolásával. Magyarországon földtulajdont – ezen törvény eltérő rendelkezését kivéve – belföldi természetes személy és tagállami állampolgár szerezheti meg. Ez a termőföld elaprózódását kívánja gátolni. A tulajdonjog szerzésébe nem értendő bele a föld törvényes öröklése, a kisajátítás és a kárpótlási célú árverés útján történő szerzés.
Fontos kitétel, hogy földtulajdon szerzése teljes bizonyító erejű magán- vagy közokiratot tételez fel, amely tartalmazza nyilatkozatként, hogy a szerző a föld használatát másnak nem engedi át, 5 éven belül nem hasznosítja más célra stb.
Meghatározza a különböző kategóriákba tartozó földet művelők birtokmaximumát, valamint az állattartó telepek kedvezményes birtokmaximumát, így akadályozva a birtokmonopóliumok kialakulását. Szabályozza az elővásárlási jogot és annak gyakorlását, valamint a különböző típusú földtulajdon illetve hasznosításról szóló szerződések hatósági jóváhagyásának rendjét, amelyet mezőgazdasági igazgatási szervek gyakorolnak. Nem szükséges hatósági jóváhagyás a következő típusú tulajdonváltások esetén a 36. paragrafus szerint:
"a) az állam tulajdonszerzéséhez;
b) az állam, illetve az önkormányzat tulajdonában álló föld elidegenítéséhez;
c) a föld tulajdonjogának ajándékozás jogcímén történő átruházásához;
d) a közeli hozzátartozók közötti tulajdonjog átruházásához;
e) a tulajdonostársak közötti tulajdonjog átruházáshoz, ha ezzel a közös tulajdon megszüntetésére kerül sor;
f) a földnek jogszabályban foglalt módon, támogatás feltételeként más földműves részére való átadásával megvalósuló adás-vételhez;
g) a telekalakítási engedélyezési eljárás keretében történő tulajdonszerzéshez;
h) a 11. § (2) bekezdésében meghatározott tulajdonszerzéshez."
A harmadik fejezet kitér a haszonélvezeti jog szabályaira és a használat jogának megszerzésére.
A negyedik fejezet a használat fogalmát fejti ki részletesen (pl. haszonbérlet, szívességi földhasználat, rekreációs célú földhasználat, stb.). Felhívja a figyelmet a Ptk. kötelező használatára az összefüggő fogalmak tekintetében. Megfogalmazza a földhasználati jogosultság megszerzésével, tilalmával és megengedett mértékével kapcsolatos fogalmakat, teendőket, valamint a haszonbérlet időtartamát (minimum egy gazdasági év, maximum húsz esztendő, míg az erdő esetében 10. év). Megszabja a hatósági jóváhagyási kötelezettséget a kivételek felsorolásával. 
Az ötödik fejezet a szerzési korlátozások hatósági ellenőrzéséről és a kényszerhasznosításról szól. A
hatodik fejezet hatálytalanítva a 2018: CXXXVI. törvény 21. § b) pontjával. A hetedik fejezet a zárórendelkezéseket tartalmazza.